# Carta Jerusalem
Carta Jerusalem (ивр. הוצאת כרטא‎, Carta, The Israel Map & Publishing Company, Ltd) — израильское издательство атласов и карт, в основном библейской тематики. Основанное в 1958 году, оно является основным издателем картографических материалов в Израиле. Carta публикует национальный атлас Израиля, а также дорожные карты для автомобилистов, двуязычный справочник (Топономастикон: Книга географических названий), который использует материалы из израильской географической базы данных обследование Израиля, карты Израиля и Иордании масштабом 1:500 000 и оцифрованную коллекцию карт на компакт-дисках. Сокращённая версия Топономастикона также доступна как часть атласа масштабом 1:100 000, опубликованная в 1994 году. 
Распространение журнала осуществляется в партнёрстве с издательством Hendrickson Publisher. Hendrickson описывает Carta как «давно существующую картографическую фирму, которая располагает крупнейшей в мире коллекцией библейских учебных материалов».
Издательство Carta известно своими историческими атласами, включая «Исторический атлас христианства» (2001), «Исторический атлас ислама» (2002) и «Исторический атлас еврейского народа» (2003), все они были опубликованы в США и Британском Содружестве компанией Continuum, а также научными переводами значительных древних трудов, таких как «Ономастикон» Евсевия (2003).
Carta также является лицензированным издателем еврейского издания Книги рекордов Гиннесса.